# Longèves (Charente-Maritime)
Longèves is een gemeente in het Franse departement Charente-Maritime (regio Nouvelle-Aquitaine) en telt 515 inwoners (1999). De plaats maakt deel uit van het arrondissement La Rochelle.

## Geografie
De oppervlakte van Longèves bedraagt 12,6 km², de bevolkingsdichtheid is 40,9 inwoners per km².
De onderstaande kaart toont de ligging van Longèves (Charente-Maritime) met de belangrijkste infrastructuur en aangrenzende gemeenten.

## Demografie
Onderstaande figuur toont het verloop van het inwonertal (bron: INSEE-tellingen).